# Josiah Moraliswane
Josiah Mutwa Moraliswane, selten auch als Joshua Moraliswane bezeichnet (* 1914 in Deutsch-Südwestafrika; † 1996 in Namibia), war ein traditioneller Führer in Südwestafrika.

## Lebensweg
Als Chefratsmitglied bzw. Chefminister war er von 1972 bis 1976 sowie als Vorsitzender des Exekutivrates von 1981 bis 1984 faktisches Staatsoberhaupt des Homeland Ostcaprivi (ab 1976 Lozi). Er weigerte sich 1976 zunächst turnusgemäß den Posten des Chiefministers an Richard Temuso Muhinda Mamili V. der Mafwe abzugeben.
Ab 1945 bis zu seinem Tod war Moraliswane als Munitenge König der Masubia. Moraliswane war Mitglied der Demokratischen Turnhallen-Allianz (DTA).